# Уоссолл, Джеки
Джон Ви́ктор Уо́ссолл (англ. John Victor Wassall; 11 февраля 1917 — апрель 1994), более известный как Дже́ки Уо́солл (англ. Jackie Wassall) — английский футболист, выступавший на позиции инсайда.

## Биография
Родился в Шрусбери. Начал карьеру в клубе «Уэллингтон Таун», выступавшем в любительской Лиге Бирмингема и окрестностей. В феврале 1935 года перешёл в «Манчестер Юнайтед». Дебютировал в основном составе «Юнайтед» 9 ноября 1935 года в матче Второго дивизиона против «Суонси Сити». 5 сентября 1936 года забил свой первый гол за клуб в матче против «Дерби Каунти». Выступал за клуб на протяжении четырёх сезонов, лишь в последнем, предвоенном, сезоне 1938/39 регулярно попадая в основной состав. В общей сложности провёл за команду 47 матчей и забил 6 мячей.
В октябре 1946 года перешёл в «Стокпорт Каунти», но провёл за команду только «несколько матчей».